# 11-й отдельный лыжный батальон
11-й отдельный лыжный батальон, он же 11-й отдельный оленье-лыжный батальон, — воинское подразделение СССР в Великой Отечественной войне.

## История
Батальон сформирован в составе Карельского фронта в начале 1942 года.
В действующей армии с 10.03.1942 по 28.04.1942.
Действовал в Заполярье.
Расформирован 28.04.1942 года.

## Полное наименование
11-й отдельный лыжный батальон 14-й армии

## Подчинение
| Дата            | Фронт (округ)    | Армия      | Корпус | Примечания |
| --------------- | ---------------- | ---------- | ------ | ---------- |
| 01.04.1942 года | Карельский фронт | 14-я армия | -      | -          |